# Аксельмеево
Аксельмеево — село в Шацком районе Рязанской области России. Входит в состав Кучасьевского сельского поселения.

## География
Село находится в юго-восточной части Рязанской области, в лесостепной зоне, в пределах Окско-Донской равнины, на левом берегу реки Цны, на расстоянии примерно 16 километров (по прямой) к востоку-северо-востоку от города Шацка, административного центра района. Абсолютная высота — 91 метр над уровнем моря.

### Климат
Климат характеризуется как умеренно континентальный, с тёплым летом и умеренно холодной зимой. Среднегодовая температура воздуха — 3,8 °C. Средняя температура воздуха самого холодного месяца (января) — −11,4 °C (абсолютный минимум — −40 °C); самого тёплого месяца (июля) — 19 °C (абсолютный максимум — 39 °C). Безморозный период длится 135—155 дней. Среднегодовое количество осадков — 558 мм, из которых 365 мм выпадает в период с апреля по октябрь. Снежный покров держится в течение 120—147 дней.

### Часовой пояс
Село Аксельмеево, как и вся Рязанская область, находится в часовой зоне МСК (московское время). Смещение применяемого времени относительно UTC составляет +3:00.

## Население
| 1989 | 2010 | 2012 |
| ---- | ---- | ---- |
| 257  | ↘96  | ↗97  |

### Национальный состав
Согласно результатам переписи 2002 года, в национальной структуре населения русские составляли 98 % из 172 чел.